# Mechtilde Lichnovská
Mechtilde Christiane Lichnovská (8. března 1879 Pocking, Dolní Bavorsko – 4. dubna 1958 Londýn), celým jménem Mechtilde Christiana Maria zu Arco Zinnenberg Lichnowski, byla německá spisovatelka a hudební skladatelka, manželka knížete Karla Maxe Lichnovského.

## Životopis

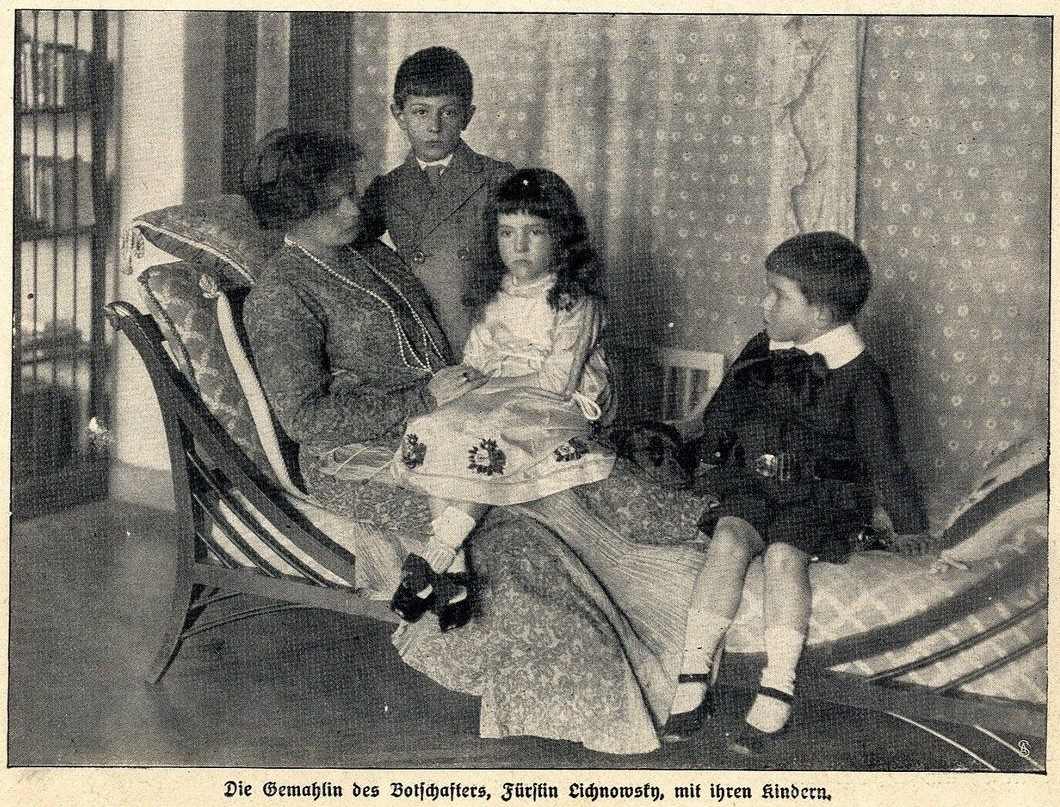
Mechtilde Lichnovská s dětmi, Londýn 1912

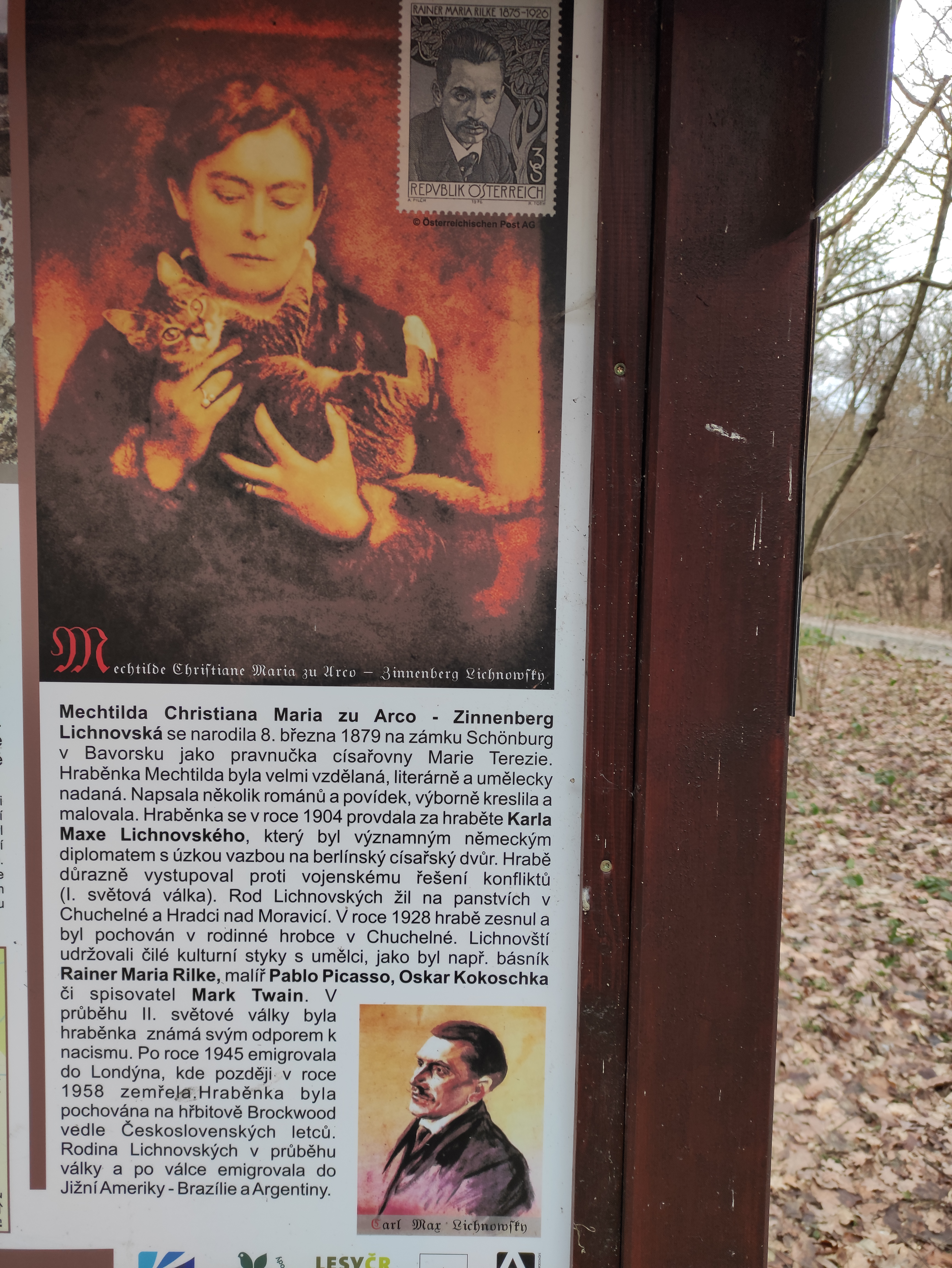
Přírodní rezervace Dařenec - informace o Mechtilde Lichnovské

Mechtilde se narodila jako třetí z devíti dětí, jejími rodiči byli hrabě Maximilián von und zu Arco-Zinneberg a jeho manželka baronka Olga von Werther. Byla praprapravnučkou císařovny a královny Marie Terezie. Dětství prožila v rodovém zámku Schönburg v Rottalu, poté absolvovala klášterní školu v Riedenburgu. Roce 1901 se zasnoubila s Angličanem Ralphem Hardingem Peto, avšak rodina byla proti a sňatek jí nepovolila. Snoubenec nebyl šlechtického původu. V roce 1904 si vzala knížete Karla Maxe Lichnovského. Manželé žili se svými třemi dětmi v hornoslezských statcích v Chuchelné, Hradci nad Moravici a Krzyżanowicích.
V letech 1912–1914 žila se svým manželem v Londýně, kde byl německým velvyslancem. Udržovala úzké kontakty se spisovateli Carlem Sternheimem, Frankem Wedekindem a Rudyardem Kiplingem, dále s divadelním režisérem Maxem Reinhardtem a vydavatelem Kurtem Wolffem. Její manžel se po vypuknutí první světové války stáhl z politiky. Mechtilde se věnovala své literární činnosti (novely, divadelní hry, eseje a novinové články). Skládala hudbu, napsala například klavírní sonátu, také kreslila. Vedla společenský a hudební salón. Hosty na jejich zámku v Hradci nad Moravici byli například: Karl Kraus, Rainer Maria Rilke, Hugo von Hofmannsthal, Siegfried Jacobsohn nebo Oskar Kokoschka, který ji roku 1916 portrétoval.

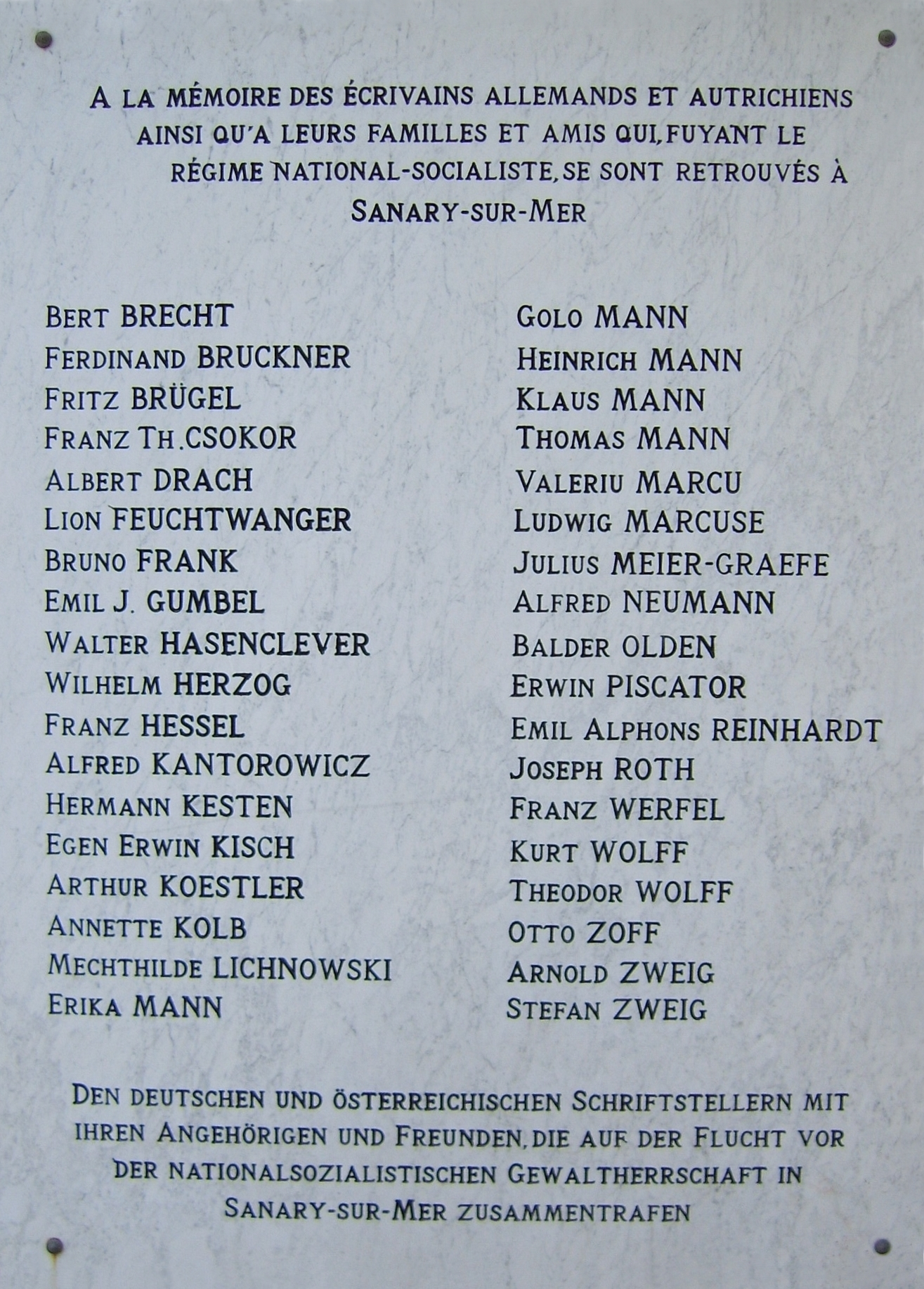
Pamětní deska iniciativy německých a rakouských spisovatelů proti nacismu, konané roku 1933 v jejich exilu v Sanary-sur-Mer

Byla sběratelkou umění, zejména obrazů Pabla Picassa, které rozšířily zámecké sbírky v Chuchelné. Od 20. let žila sama nonkonformním životem nezávislé umělkyně buď v Berlíně, nebo u své sestry v Mnichově, nebo ve Francii v Cote d'Azur. Spřátelila se například s filozofem Hermannem Kayserlingem nebo se spisovatelem Karlem Sternheimem. V roce 1928 její manžel zemřel. V roce 1933 se v Provenci v letovisku Sanary-sur-Mer zúčastnila iniciativy syndikátů německých a rakouských spisovatelů, který odsoudil německý nacismus.
V roce 1937 se provdala za svou dávnou lásku, britského důstojníka Ralpha Herdung Peta. Získala britské občanství. Ještě před vypuknutím druhé světové války pobývala v nacistickém Německu, proto se nemohla vrátit zpět a válku prožila na panstvích nejstaršího syna. Její druhý manžel zemřel v roce 1945 před jejím návratem do Londýna. Setkala se opět se Sidonií Nádhernou, o níž napsala ve svých vzpomínkách. V Londýně žila až do své smrti v roce 1958.

## Ocenění
Po roce 1949 byly její tvorba a občanské postoje v Německu ceněny, ale do Mnichova se nevrátila.
- Byla přijata za členku Akademie krásných umění v Mnichově (Akademie der schönen Kunst in München)
- Byla pozvána do Německé akademie pro jazyk a poezii (Deutsche Akademie für Sprache und Dichtung) a do Bavorské akademie pro poezii (Bayerische Akademie der Dichtung)
- V roce 1953 získala literární cenu města Mnichova.

## Dílo
V letech 1901–1958 bylo vydáno 15 románů, příběhy o zvířatech, fejetony, vzpomínky a 2 hry. Některé tituly byly velmi populární, např. autobiografický román Der Lauf der Asdur vyšel v letech 1936–1982 desetkrát. Několik titulů bylo přeloženo do angličtiny, norštiny, italštiny a finštiny a několik povídek do češtiny. 
- Götter, Könige und Tiere in Ägypten, Lipsko (1914),
- Ein Spiel vom Tod, Lipsko (1915),
- Bett Gott, Lipsko (1918),
- Der Kinderfreund, Berlín (1919),
- Geburt, Berlín (1921),
- Der Kampf mit dem Fachmann Vienna (1924),
- Halb & Halb, Vídeň (1927),
- Zoo Das Rendezvous im Zoo (Querelles d'amoureux), Vídeň (1928),
- An der Leine, S. Fischer Verlag (1930)
- Deläide, Berlín (1935),
- Das rosa Haus, Hamburk (1936),
- Der Lauf der Asdur, Vídeň (1936),
- Gespräche in Sybaris. Tragödie einer Stadt in 21 Dialogen , Vídeň (1946),
- Zum Schauen bestellt, Esslingen (1953),
- Kindheit, Berlín (1934),
- Heute und vorgestern, Vídeň (1958)

## Další zajímavosti
V přírodní rezervaci Dařenec (Vřesina, okres Opava) existuje Mechtildin dub a Mechtildin bludný balvan jako upomínka na Mechtilde Lichnovskou.
Jako vzpomínku na Mechtilde Lichnovskou lze spatřit také pamětní kameny na přírodovědné a vlastivědné stezce Hanuše v Hradci nad Moravicí.